# Vallesvilles
Vallesvilles é uma comuna francesa na região administrativa de Occitânia, no departamento de Alta Garona. Estende-se por uma área de 8,16 km². Em 2010 a comuna tinha 432 habitantes (densidade: 52,9 hab./km²).

## Monumentos

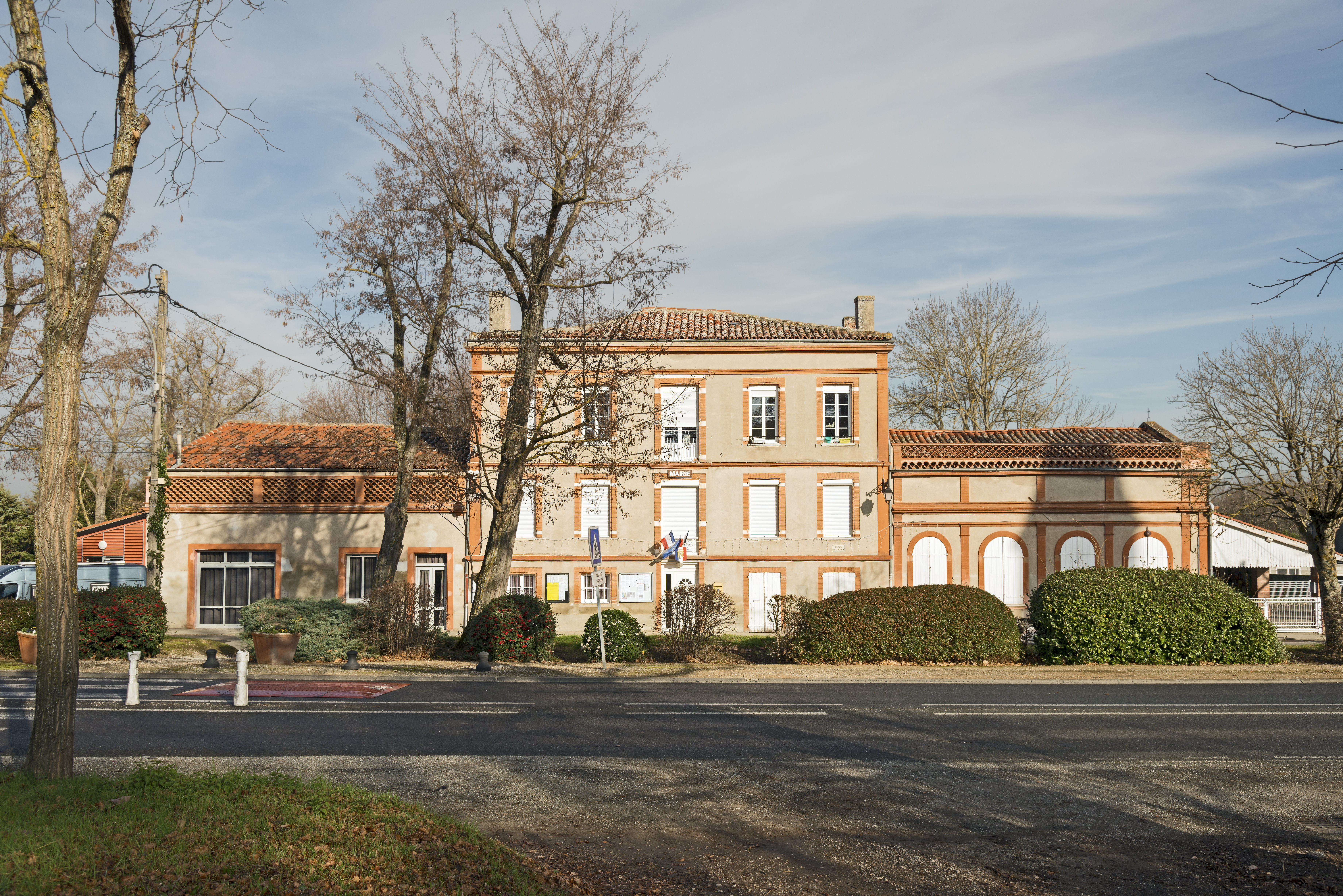
Prefeitura.
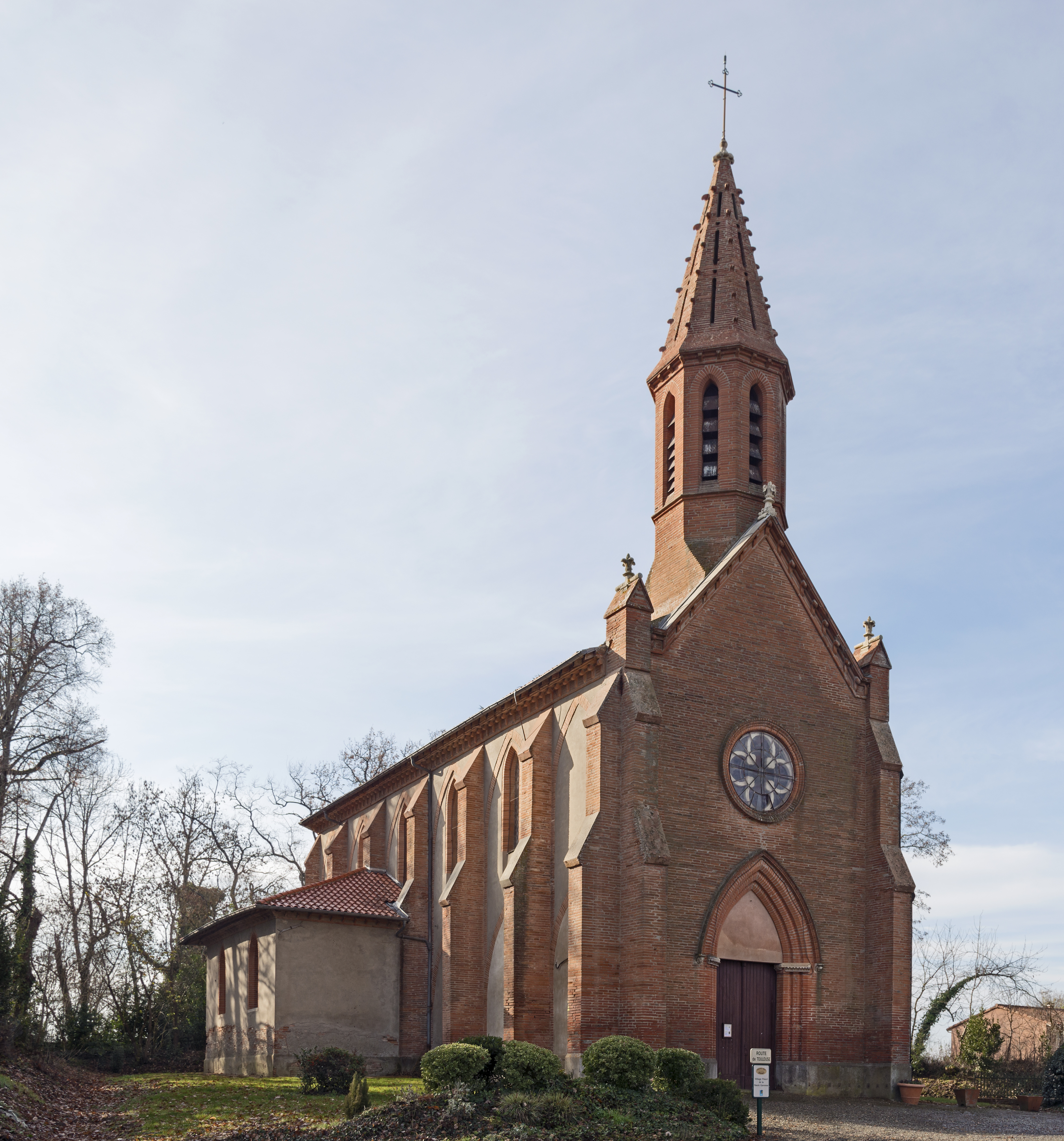
A Igreja St. Martin